# 消化ガス
消化ガス（しょうかガス）は、バイオガスの一種で、下水汚泥の嫌気性発酵により発生するものを指す。

## 成分
メタン発酵により生じるバイオガス共通の成分として、メタンが55-60%、残りの大部分が二酸化炭素で、若干の硫化水素とアンモニアを含む。低位発熱量は5,500-6,000kcal/Nm3程度である。このほか、下水由来の消化ガス特有の不純物としてシロキサンが含まれる。

## 精製

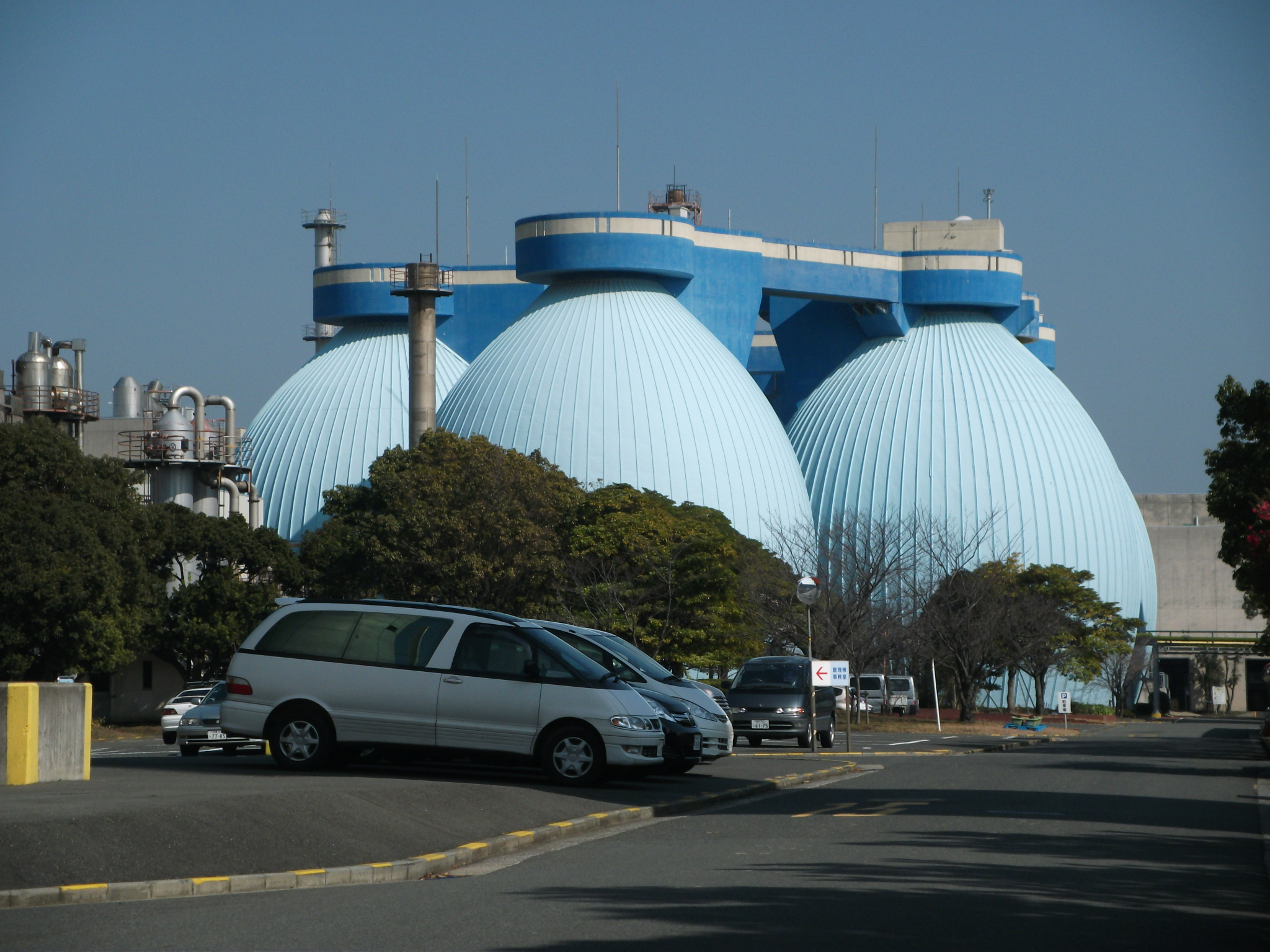
卵型タンク（横浜市金沢区、南部汚泥資源化センター）

下水処理場の沈殿地で分離された汚泥は、消化タンクで発酵処理される。その過程では消化ガスの発生と同時に、汚泥が減容化される。メタン菌の種により、20℃以下、25℃ - 35℃、45℃以上の環境のいずれか、もしくはこれらを組み合わせた多段階での発酵が行われるが、後述のとおり加温には消化ガスを燃焼した熱が利用される場合がある。ここで発生する有機酸やアンモニアは、発酵の阻害要因となる。
1980年代以降、消化タンクにはドイツのディビダーク社で開発されたプレストレスト・コンクリート製卵型タンクが広く採用されている。嫌気性発酵の特性上、曝気のための動力を必要とせず、周囲への匂いの拡散もわずかである。
二酸化炭素は、下水処理場内で消費する場合には除去しないこともあるが、自動車燃料や都市ガス原料などとして高度利用する場合には、吸収塔内で消化ガスと下水処理水を気液接触させる湿式吸収法、または高圧にした水へのメタンと二酸化炭素の溶解度の差を応用した高圧水吸収法で除去する。下水由来の消化ガスでは、生活廃棄物や畜産系のバイオガスに比べ、豊富な水を利用しての処理がしやすい特徴がある。
硫化水素は、酸化鉄に通するなどの脱硫方法が採られるが、上記の二酸化炭素除去の水処理によっても除去されるほか、硫黄酸化細菌の利用も研究されている。
シロキサンはシャンプーや化粧品などに含まれるシリコンオイルに起因するものであり、燃焼により生じる二酸化ケイ素がエンジンの点火プラグや触媒、ボイラーの排気管などに堆積して機能を損なうことから除去は必須であり、吸着材で除去するなどの方法が採られる。

## 利用
メタンは同量の二酸化炭素に比べて20倍超の温室効果係数を持つことから、大気中に放散せず回収して利用することは、エネルギー問題だけでなく地球温暖化防止の点からも重要である。
日本に約1900か所ある下水処理場のうち、約300か所で下水汚泥から消化ガスが作られている。2002年の実績では、日本で発生する消化ガス2億7625万m3のうち約7割が有効利用されているが、3割が余剰ガスとして焼却処分されている。有効利用の用途として、消化槽の発酵を促進するための加温が約5割、焼却炉の助燃とガス発電がそれぞれ2割強を占める。近年では、下水処理設備の電力をまかなうための燃料電池にも利用されている。これらのように、処理場内で利用されることを「オンサイト利用」という。
これに対し、自動車燃料や都市ガスとして処理場外で利用することを「オフサイト利用」という。精製した消化ガスは天然ガスに似た成分を持ち、路線バスやごみ収集車などの天然ガス自動車の燃料として使用されている。
1999年に新潟県長岡市土木部の下水処理場から北陸ガスへ、2005年に石川県金沢市企業局の下水処理場から同局のガス部門へそれぞれ都市ガス原料として販売されているほか、2010年からは神戸市の下水処理場から発生する消化ガスを調整したものをこうべバイオガスとして、大阪ガスの導管に直接注入している。冬場は消化槽の加温等による自家消費量が増えることから、オフサイト供給量が減る傾向がある。